# KLH Arena
KLH Arena (tidigare kallad Murauer Schanzenkessel) är en skidsportsanläggning med hoppbackar och längdåkningspår i Murau i förbundslandet Steiermark i Österrike. Anläggningen består av fem hoppbackar. De två största backarna har K-punkt 120 meter och backstorlek 125 meter (Hans-Walland-Großschanze) och K-punkt 85 meter och backstorlek 92 meter (Gumpold-Schanze). Båda backarna är för närvarande avstängda. De tre mindre backarna används och har K-punkt 60, 35 och 20 meter. KLH Arena användes bland annat under junior-VM i backhoppning 1978 och 1982. Fyra gånger har deltävlingar i världscupen i nordisk kombination arrangerats i KLH Arena (1986, 1990, 1992 och 1996) och en gång arrangerades världscupen i backhoppning (1994).

## Historia
Första hoppbacken i Murau (Thurnhofer-Schanze) byggdes 1933. Gumpold-Schanze stod klar och invigdes 8 mars 1936. Hans-Walland-Großschanze öppnades 1968. De två största backarna är numera avstängda, men de mindre backarna används. Moderniseringar gjordes 2005 och 2007 där backarna bland annat försågs med plastmattor, vilket gör att backarna kan användas om sommaren.

## Backrekord
Sista officiella backrekordet i största backen (Hans-Walland-Großschanze) tillhör Bjarte Engen Vik från Norge som hoppade 128,5 meter 18 februari 1996 under en deltävling i nordisk kombination. Günther Stranner från Österrike satte sista backrekordet i normalbacken (Gumpold-Schanze) då han hoppade 86 meter 1988.

## Viktiga tävlingar
| Datum          | Vinnare                  | Andra plats              | Tredje plats               | Tävling                 |
| -------------- | ------------------------ | ------------------------ | -------------------------- | ----------------------- |
| 3 mars 1982    | Ernst Vettori, Österrike | Markku Pusenius, Finland | Bernhard Zauner, Österrike | Junior-VM (normalbacke) |
| 9 januari 1994 | Noriaki Kasai, Japan     | Espen Bredesen, Norge    | Dieter Thoma, Tyskland     | Världscup, stor backe   |